# HMNK Rijeka
HMNK Rijeka hrvatski je malonogometni klub iz Rijeke. Trenutačno se natječe u 1. HMNL. 

## Povijest
HMNK Rijeka je u svojoj prvoj sezoni, 2021./22., nastupila u 2. HMNL – Zapad i osvojila šesto mjesto. Naredne sezone osvojili su treće mjesto i osigurali plasman u jedinstvenu 1. HMNL.

## Vanjske poveznice
- http://www.hmnk-rijeka.hr/
- HMNK Rijeka, facebook stranica
- (engl.) sofascore.com, HMNK Rijeka